# Helge Bangsted
Peter Albrecht Helge Nielsen Bangsted (født 9. november 1898 i København, død 17. november 1974 i Glostrup) var en dansk journalist, redaktør, forfatter og nazistisk politiker.
Bangsted var uddannet journalist og arbejdede bl.a. på avisen B.T. i årene 1929-40. Han bistod Knud Rasmussen på en række ekspeditioner til Grønland, heriblandt den 5. Thule-ekspedition 1921-24. Sammen med Laurids Skands skrev Bangsted manuskript til filmen Eskimo fra 1930, der havde George Schnéevoigt som instruktør. Indtrykkene fra Grønland satte sig også spor i flere bøger, fx Liv i Nord (1938). Han var medlem af Eventyrernes Klub fra 1939 indtil 1943, hvor han blev ekskluderet grundet sit tilhørsforhold til DNSAP.
Efter Danmarks besættelse 9. april 1940 var Bangsted blandt en række journalister, der forlod B.T. til fordel for det nazistiske dagblad Fædrelandet, bl.a. Poul og Aage Nordahl-Petersen. Bangsted blev ansvarshavende redaktør for bladet.
Bangsted blev 1942 leder af det danske nazistparti DNSAP. Partiet fik 43.000 stemmer ved folketingsvalget i 1943 og Helge Bangsted kom i Folketinget, hvor han sad frem til Befrielsen. Efter krigen blev han idømt 8 års fængsel for sin tyskvenlige virksomhed, hvoraf han afsonede halvdelen af straffen.
Han er begravet på Vestre Kirkegård i København (fællesgrav).